# Feistritzsattel (1717 m)
Der Feistritzsattel (italienisch Sella Bistrizza) ist ein 1717 m hoher Gebirgspass in den Karnischen Alpen an der Grenze des Bundeslandes Kärnten, in der Landschaft Friaul, in der Gemeinde Malborghetto Valbruna (Autonome Region Friaul-Julisch Venetien) in Italien.

## Beschreibung
Der Gebirgspass liegt an der Grenze zwischen Italien und Österreich. Die nächstgelegene Berghütte Rifugio Nordio-Deffar liegt 1,9 km westlich des Passes. Die bewirtschaftete Feistritzer Alm, unmittelbar in der Nähe des Gebirgspasses auf der österreichischen Seite, liegt auf einer Höhe von 1725 m ü. A.